# Cacteae
Le Cacteae Rchb., 1832 sono una tribù della famiglia delle Cactaceae, la maggiore delle tribù della sottofamiglia Cactoideae.

## Descrizione
Le Cacteae hanno generalmente forma globoso-cilindrica, anche se non mancano i casi di piante subcolonari.
Possono essere piante singole o cespitose, ma non formano lunghi rami nella porzione apicale del fusto.

Il fusto può essere ricoperto da coste o da tubercoli, questi ultimi in genere disposti in spirali che partono dall'apice vegetativo.

I fiori, che possono essere dei più svariati colori, si trovano in posizione apicale o subapicale. Sono di dimensioni medio-piccole rispetto a quelli di altre tribù. Sono regolari, raramente asimmetrici. Si aprono di giorno.

L'ovario infero, può essere ricoperto da scaglie o lanuggine, oppure essere completamente liscio.

Le areole sono generalmente ovali, a volte con un solco laterale o dimorfiche.

## Distribuzione e habitat
Queste piante sono tutte originarie del Nuovo Mondo, diffuse in Messico, Stati Uniti, Canada, America centrale, Colombia, Venezuela e nella zona dei Caraibi.

## Tassonomia
La tribù comprende i seguenti generi:
- Acharagma (N.P.Taylor) Zimmerman ex Glass
- Ariocarpus Scheidw.
- Astrophytum Lem.
- Aztekium Boed.
- Cochemiea (K.Brandegee) Walton
- Coryphantha (Engelm.) Lem.
- Cumarinia  (Knuth) Buxb.
- Echinocactus Link & Otto
- Epithelantha F.A.C.Weber ex Britton & Rose
- Escobaria Britton & Rose
- Ferocactus Britton & Rose
- Geohintonia Glass & W.A.Fitz Maur.
- Kadenicarpus Doweld
- Kroenleinia Lodé
- Leuchtenbergia Hook.
- Lophophora J.M.Coult.
- Mammillaria Haw.
- Neolloydia Britton & Rose
- Obregonia Fric
- Pediocactus Britton & Rose
- Pelecyphora C.Ehrenb.
- Rapicactus Buxb. & Oehme
- Sclerocactus Britton & Rose
- Stenocactus (K.Schum.) A.Berger
- Strombocactus Britton & Rose
- Thelocactus (K.Schum.) Britton & Rose
- Turbinicarpus (Backeb.) Buxb. & Backeb.

## Coltivazione

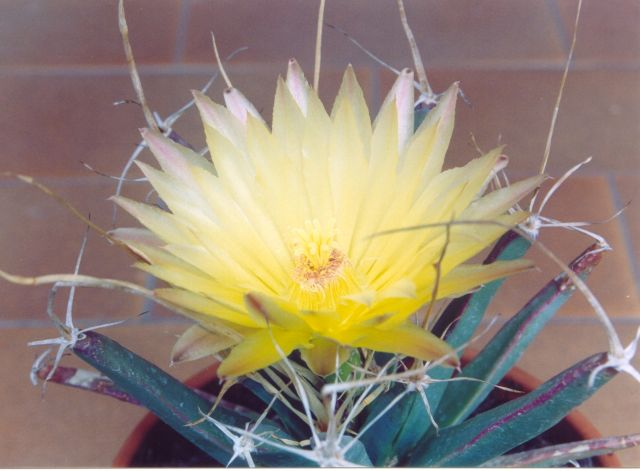
Leuchtenbergia principis in vaso

Sono tra le piante succulente più coltivate al mondo, e molte di esse sono facili da far crescere e da far fiorire.
Le regole base da tener presenti sono un buon drenaggio e innaffiature regolari nel periodo di vegetazione.
Naturalmente, dato il grande numero di specie e di ambienti in cui esse crescono, le esigenze e la resistenza a particolari fattori quali temperatura, acidità del suolo e luminosità, variano moltissimo.